# Ectoedemia pubescivora
Ectoedemia pubescivora is een vlinder uit de familie dwergmineermotten (Nepticulidae). De wetenschappelijke naam is voor het eerst geldig gepubliceerd in 1937 door Weber.
De soort komt voor in Europa.